# Sainte-Foy, Landes
Sainte-Foy är en kommun i departementet Landes i regionen Nouvelle-Aquitaine i sydvästra Frankrike. Kommunen ligger i kantonen Villeneuve-de-Marsan som tillhör arrondissementet Mont-de-Marsan. År 2022 hade Sainte-Foy 251 invånare.

## Befolkningsutveckling
Antalet invånare i kommunen Sainte-Foy
Referens:INSEE